# Karl Eduard Claussen

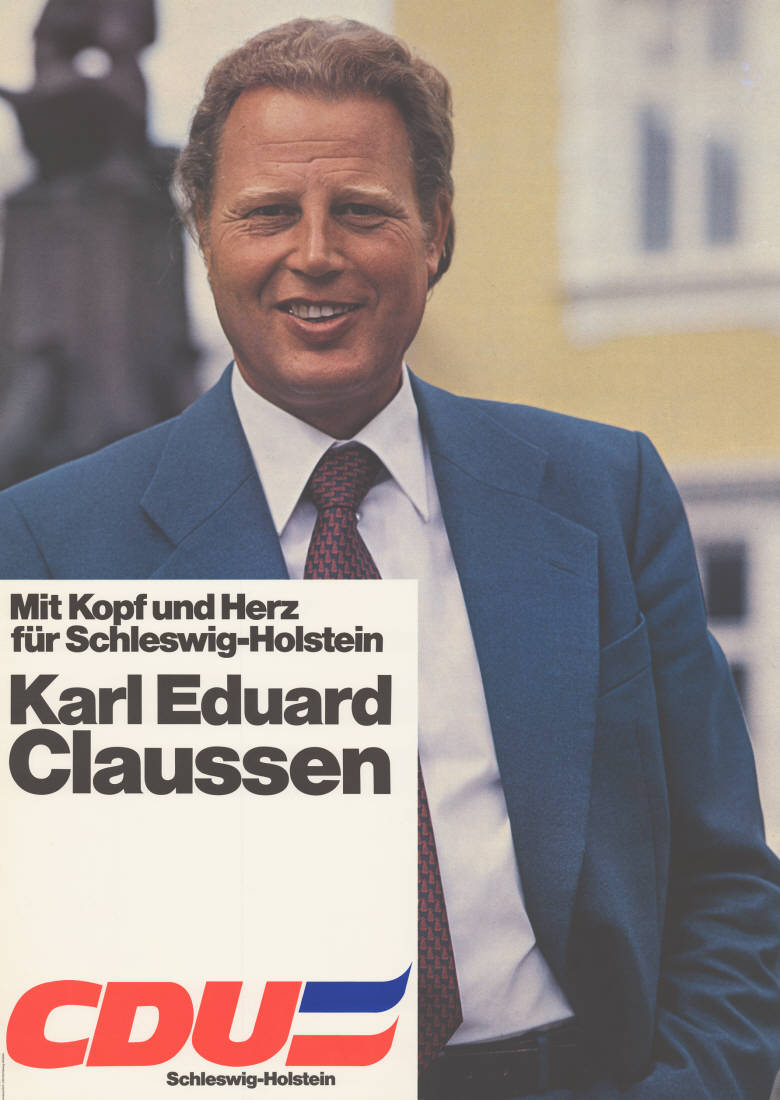
Karl Eduard Claussen auf einem Wahlplakat zur Landtagswahl in Schleswig-Holstein 1979

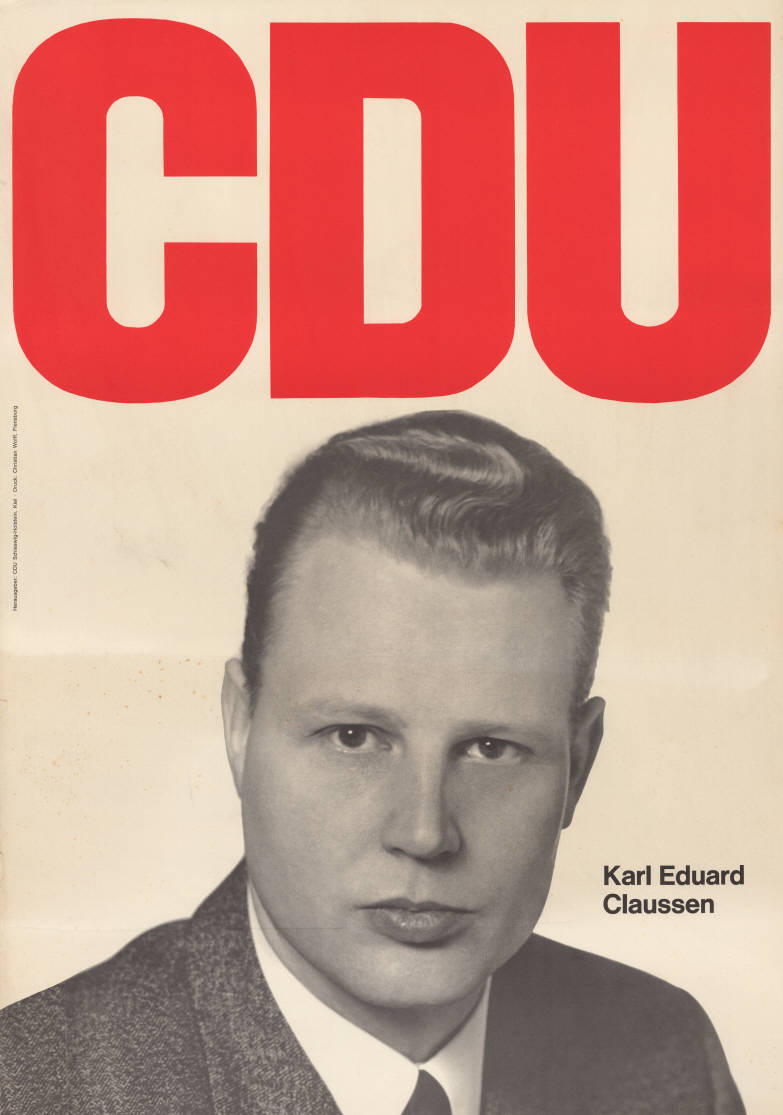
Karl Eduard Claussen auf einem Wahlplakat zur Landtagswahl in Schleswig-Holstein 1967

Karl Eduard Claussen (* 20. September 1930 in Kappeln; † 5. Oktober 2012 in Bargteheide) war ein deutscher Politiker (CDU). Er war ab 1967 Mitglied des Landtags, von 1971 bis 1979 Sozialminister, von 1979 bis 1983 Justizminister und von 1983 bis 1988 Innenminister des Landes Schleswig-Holstein.

## Leben
Karl Eduard Claussen wurde 1930 als Sohn von Helene Claussen, geborene Diederichsen, und Valentin Claussen in Kappeln an der Schlei geboren. Nach dem Abitur absolvierte Claussen ein Studium der Rechtswissenschaft an der Philipps-Universität Marburg und der Universität Hamburg. Seit 1952 war er Mitglied des Corps Teutonia Marburg. Er besuchte die Verwaltungshochschule in Speyer, bestand 1954 das Referendar- und 1959 das Assessorexamen und damit die Große juristische Staatsprüfung. 1959/60 war er Anwalts- und Notarassessor in Flensburg. 1960 trat er als Regierungsassessor in die Verwaltung des Landes Schleswig-Holstein, und damit in das Innenministerium ein. 1979 erhielt er das Große Bundesverdienstkreuz mit Stern. Nach dem Ende seiner Tätigkeit als Landesminister war er seit 1988 bis zu seinem Tod als Rechtsanwalt in Bargteheide tätig. Claussen war evangelisch, mit Helga Claussen, geborene Wünsche, verheiratet und hatte zwei Töchter (Andrea und Cornelia) und zwei Söhne (Claus Christian, der ebenfalls Politiker wurde, und Carl Christoph). An seinem 80. Geburtstag wurde er Ehrenbürger der Stadt Bargteheide. Er war Jurist und arbeitete nach seiner politischen Karriere als Rechtsanwalt.

### Partei
Seit 1957 war er Mitglied der CDU. Von 1973 bis 1985 war er Vorsitzender des CDU-Kreisverbandes Stormarn und gehörte gleichzeitig dem Landesvorstand der CDU in Schleswig-Holstein an.

### Abgeordneter
Claussen war von 1966 bis 1967 Abgeordneter im Kreistag des Kreises Stormarn. Von 1967 bis 1996 gehörte er dem Landtag von Schleswig-Holstein an. Claussen war 1988 und 1992 über die Landesliste, sonst stets als direkt gewählter Abgeordneter des Wahlkreises Stormarn bzw. Stormarn-West (1967) in den Landtag eingezogen.

### Öffentliche Ämter
Von 1962 bis 1971 war er Bürgermeister von Bargteheide. Nach der Landtagswahl 1971 wurde Claussen am 24. Mai 1971 als Sozialminister in die von Ministerpräsident Gerhard Stoltenberg geführte Landesregierung des Landes Schleswig-Holstein berufen. Nach der Landtagswahl 1979 wurde er am 29. Mai 1979 zum Justizminister ernannt. Nachdem Stoltenberg zum Bundesminister der Finanzen ernannt und der bisherige Innenminister Uwe Barschel zum neuen Ministerpräsidenten gewählt worden war, übernahm Claussen ab 15. Oktober 1982 zusätzlich die kommissarische Leitung des Innenministeriums. Nach der Landtagswahl 1983 wurde er schließlich am 13. April 1983 zum Innenminister ernannt. Dieses Amt behielt er auch nach dem Rücktritt Uwe Barschels am 2. Oktober 1987 in der von Henning Schwarz geleiteten geschäftsführenden Landesregierung. Nach der Landtagswahl 1988, bei der die SPD die absolute Mehrheit erreichte, schied Claussen am 31. Mai 1988 aus der Landesregierung aus.